# Clotilde Fasolis
Clotilde Fasolis (Sommariva del Bosco, 22 luglio 1951) è un'ex sciatrice alpina e golfista italiana, portabandiera dell'Italia durante la cerimonia di apertura dei X Giochi olimpici invernali di Grenoble 1968.

## Biografia

### Carriera nello sci alpino
Sciatrice polivalente, Clotilde Fasolis debuttò in Coppa del Mondo il 6 gennaio 1968 a Oberstaufen in slalom speciale, senza completare la prova, e ai successivi X Giochi olimpici invernali di Grenoble 1968, sua unica presenza olimpica, dopo esser stata portabandiera dell'Italia durante la cerimonia di apertura si classificò 30ª nella discesa libera, 32ª nello slalom gigante, 22ª nello slalom speciale e 16ª nella combinata, disputata in sede olimpica ma valida solo ai fini dei Mondiali 1968. 

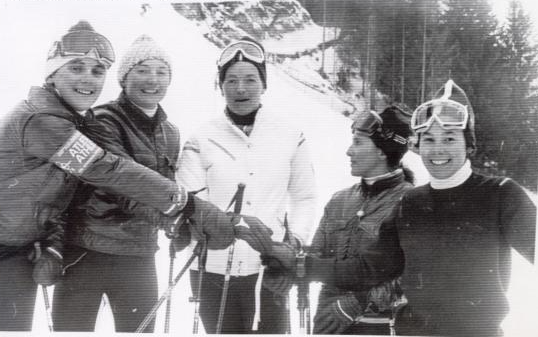
Clotilde Fasolis (a destra) durante i Mondiali di Val Gardena 1970 con Maria Roberta Schranz, Roselda Joux, Olga Pall e Lidia Pellissier

L'11 dicembre dello stesso anno conquistò a Val-d'Isère in slalom gigante il primo piazzamento in Coppa del Mondo, nonché suo miglior risultato nel circuito, con il 7º posto ottenuto nella gara vinta dalla francese Françoise Macchi davanti alla tedesca occidentale Rosi Mittermaier e all'altra atleta francese Annie Famose; prese parte ai Mondiali di Val Gardena 1970, senza ottenere risultati di rilievo. 
In Coppa del Mondo ottenne l'ultimo piazzamento il 12 gennaio 1972 a Badgastein in discesa libera (13ª) e prese per l'ultima volta il via il 18 gennaio seguente a Grindelwald nella medesima specialità, senza completare la gara; l'ultimo risultato agonistico della Fasolis fu la medaglia di bronzo nella discesa libera dei Campionati italiani 1973, disputata il 24 febbraio al Passo del Tonale.

## Palmarès

### Sci alpino

#### Coppa del Mondo
- Miglior piazzamento in classifica generale: 33ª nel 1969

#### Campionati italiani
- 11 medaglie[7]:
  - 5 ori (slalom gigante, slalom speciale, combinata nel 1969; slalom gigante, combinata nel 1971)
  - 3 argenti (discesa libera nel 1969; discesa libera, slalom speciale nel 1971)
  - 3 bronzi (slalom speciale nel 1967; slalom speciale nel 1968; discesa libera nel 1973)

### Golf

#### Campionati italiani
- 2 medaglie[8]:
  - 2 bronzi (gara a squadre nel 1988; gara a squadre nel 1989)